# Костел і монастир бенедиктинок (Львів)
Косте́л Усі́х Святи́х і монасти́р бенедикти́нок — памʼятка ренесансної архітектури у Львові. Охоронні номери 369/0, 369/1.

## Коротка історія
М. Борковська стверджувала, що монастир заснувала 1593 року шляхтянка Катажина Сапоровська, яка використала для цього спадок батька Адама. Щоправда, Збіґнев Горнунґ у біограмі про архітектора Павла Римлянина стверджував, що: Адам Коло Сапоровський записав фундуш для храму та монастиря 14 січня 1595; наріжний камінь 14 липня 1595 року освятив львівський латинський архієпископ Ян Димітр Соліковський, який також консекрував тринавний храм 29 листопада 1597 року.
Школа при монастирі стала першим у Львові та Червоній Русі жіночим навчальним закладом, черниці головну увагу звертали на виховання панянок-шляхтянок. Монастир став другим жіночим у Львові після монастиря кларисок. Будівництво розпочато 1597 року і завершено 1616 року за участю Павла Римлянина, про що він сам свідчив у своєму заповіті. 1598 року храм освячений львівським латинським архієпископом Яном Димітром Соліковським.[джерело?] Споруди сильно постраждали під час пожежі 1623 року. Відбудовані до 1627 року архітектором Яном Покоровичем, молодша донька якого була послушницею в цьому монастирі. Можливо, саме Покорович є автором вежі, оскільки вона відсутня на збереженому у Центральному державному історичному архіві проєкті, виконаному, ймовірно, самим Павлом Римлянином.
Монастир часто відвідував небіж абатиси Дороти Данилович — король Ян III Собеський з дружиною, 1672 року переконав її покинути монастир через загрозу нападу турків, допомагав обителі.
Наступна реставрація відбулася після пожежі 1748 року (архітектор Мартин Урбанік).
До південно-східної частини примикає споруда келій: камʼяна, складна в плані, двоповерхова, що зберегла прийоми будівництва та елементи ренесансної доби. Початково була збудована з дерева одночасно з мурованою церквою.
Цікавою є відкрита лоджія монастиря з трьома арками, замкові камені яких служать консолями для скульптур, встановлених в нішах. Арки з часом було закладено, і тим самим колони перетворено на пілястри. Це створило додаткове приміщення, але значною мірою спростило довершений вигляд монастирського будинку. Своєрідним є конструктивне вирішення склепіння сіней, що спирається на один масивний стовп. У багатьох приміщеннях збереглися різьблені замкові камені і консолі.

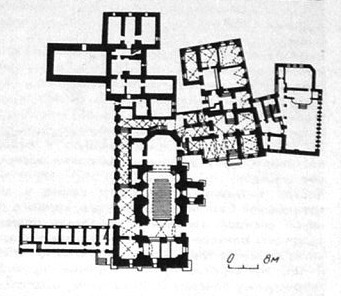
План монастиря бенедиктинок

Будучи збудований за межами міських мурів, монастир, як і інші середміські монастирі, мав риси оборонної архітектури. Подвірʼя початково було утворено храмом, монастирським будинком і муром, зведеним у 1608–1610 роках. До монастирського комплексу належав також сад — зразок садово-паркової архітектури ренесансної доби, автором планування якого також був Павло Римлянин.
На початку XIX століття у відносно невеликій церкві було вісім вівтарів, дерев'яний хрест з розп'яттям, західна емпора, два бічні балкони (на одному з них був орган), проповідальниця, сповідальниця, лавки. проєкти вівтарів та різьбярські роботи в інтер'єрі храму були виконані, певне, у 1770-1780-х роках. Їх архітектура схожа на роботи Бернарда Меретина і Йогана-Георга Пінзеля та їх безпосередніх послідовників (наприклад, вівтарі в костелі місіонерів у Городенці, костелах в Бучачі, Наварії). Столяр Горнунг (Hornung) виконав нові елементи для нижнього хору черниць у храмі, які 1889 року встановили замість усунутих звідти, які за традицією походили ще з часів настоятельки Анни Сапоровської. 
У 1906 році новий головний вівтар виконано за проєктом Яна Тарчаловича у стилі модернізованого ренесансу. До нашого часу не збережений. 1935 року до зовнішнього боку монастирського муру від вулиці Пішої прибудовано школу (Науковий заклад сестер бенедиктинок) у стилі функціоналізму за проєктом Вітольда Равського.
У радянські часи у церкві влаштовано склад, а у приміщенні монастиря було Музично-педагогічне училище № 2. У 1946 році на території монастирського саду збудовано середню школу № 19. Нині монастирський комплекс належить згромадженню сестер студиток та має назву Храм Усіх Святих і монастир Покрови Пресвятої Богородиці сестер студиток. У монастирі діє школа святої Софії.

## Відомі особи
- Анна Сапоровська — абатиса у 1608—1638 роках.
- Кристина Сапоровска — абатиса у 1630—1640 роках.
- Дорота Данилович — абатиса у 1640—1687 роках, була похована біля порогу церкви[11]
- Маґдалена Куропатницька — дочка київського каштеляна Яроша (Героніма) Станіслава Куропатницького гербу Нечуя.[12]
- Боґуміла (у світі — Зофія Скарбек) — рідна сестра Львівського латинського архієпископа Яна Скарбека; абатиса з 1718 року, померла 1730 року).[13]
- Саломея (Соломія) Вишневецька — найстарша дочка Димитра Єжи Вишневецького[14]
- Анна Потоцька — абатиса, донька галицького підкоморія Домініка Потоцького[15]
- Єлизавета Цебровська[16]
- Катажина, Уршуля Нарайовські[17]
- Теофіля, Францішка Стемпковські[18]
- Ядвіґа, Тереза Незабітовські гербу Любич[19]
- Анна Елеонора Коссаковська[20]
- Маріанна Семенська — дочка львівського каштеляна Яна Семенського

## Світлини

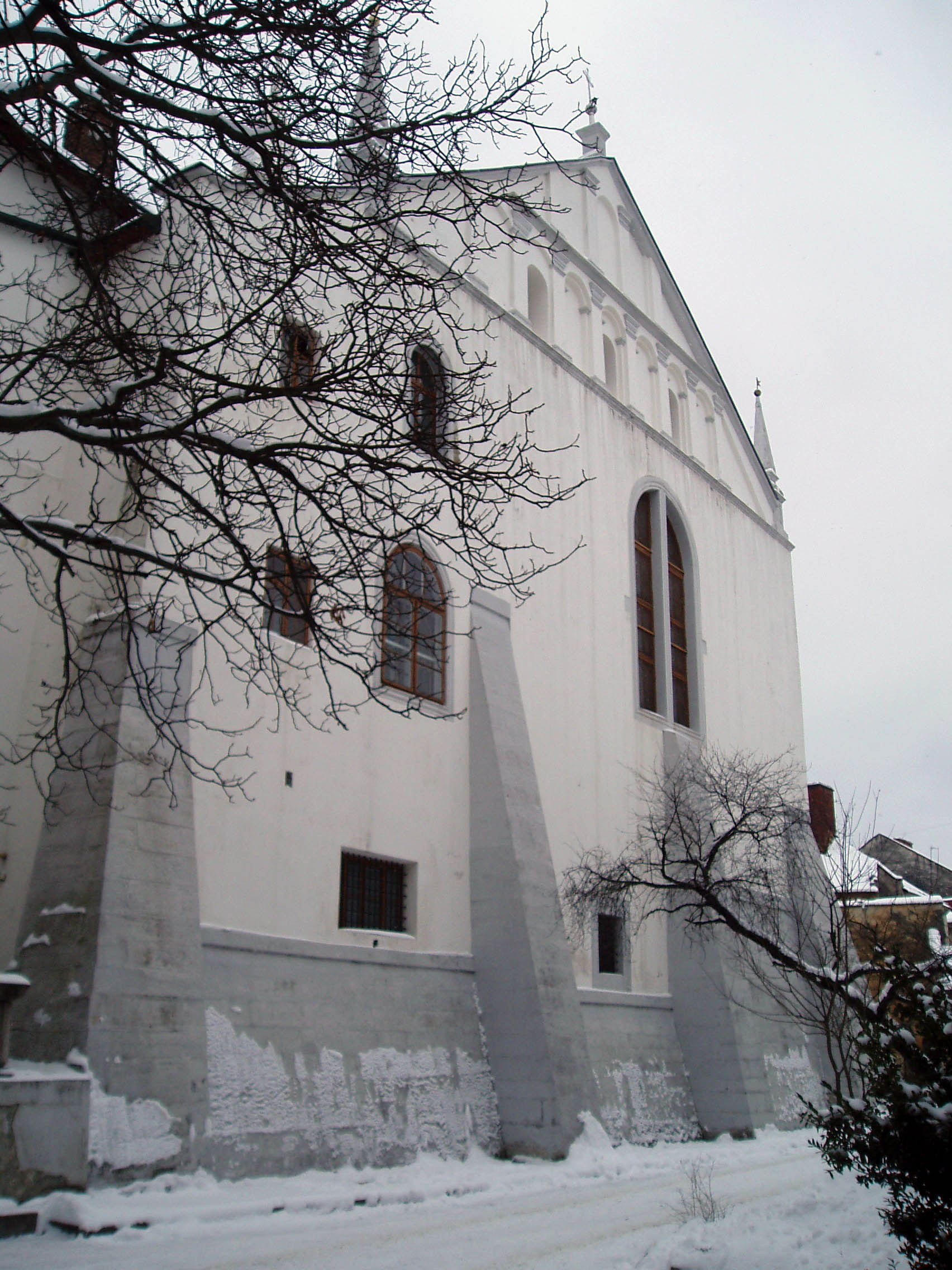
Західний фасад костелу
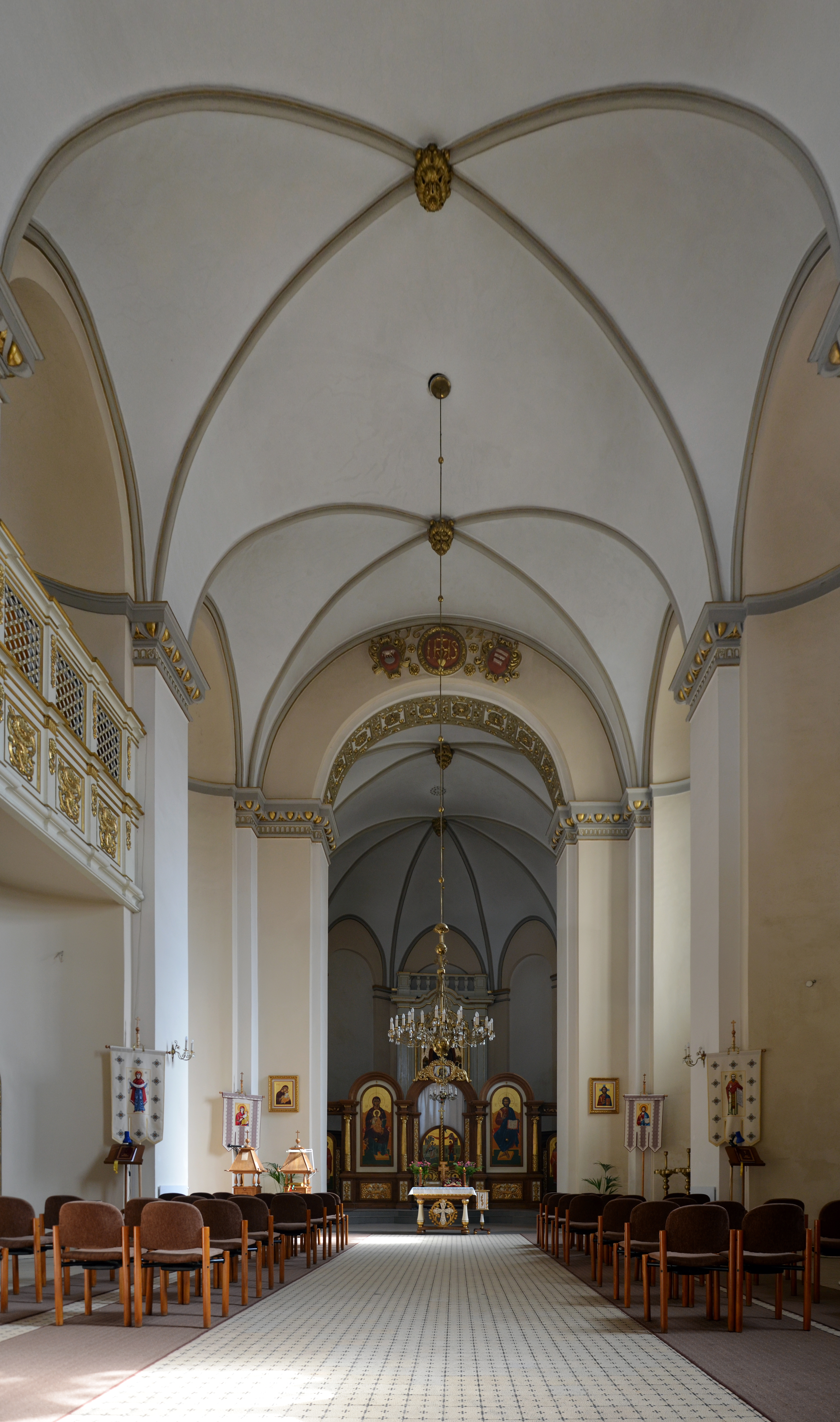
Інтер'єр костелу
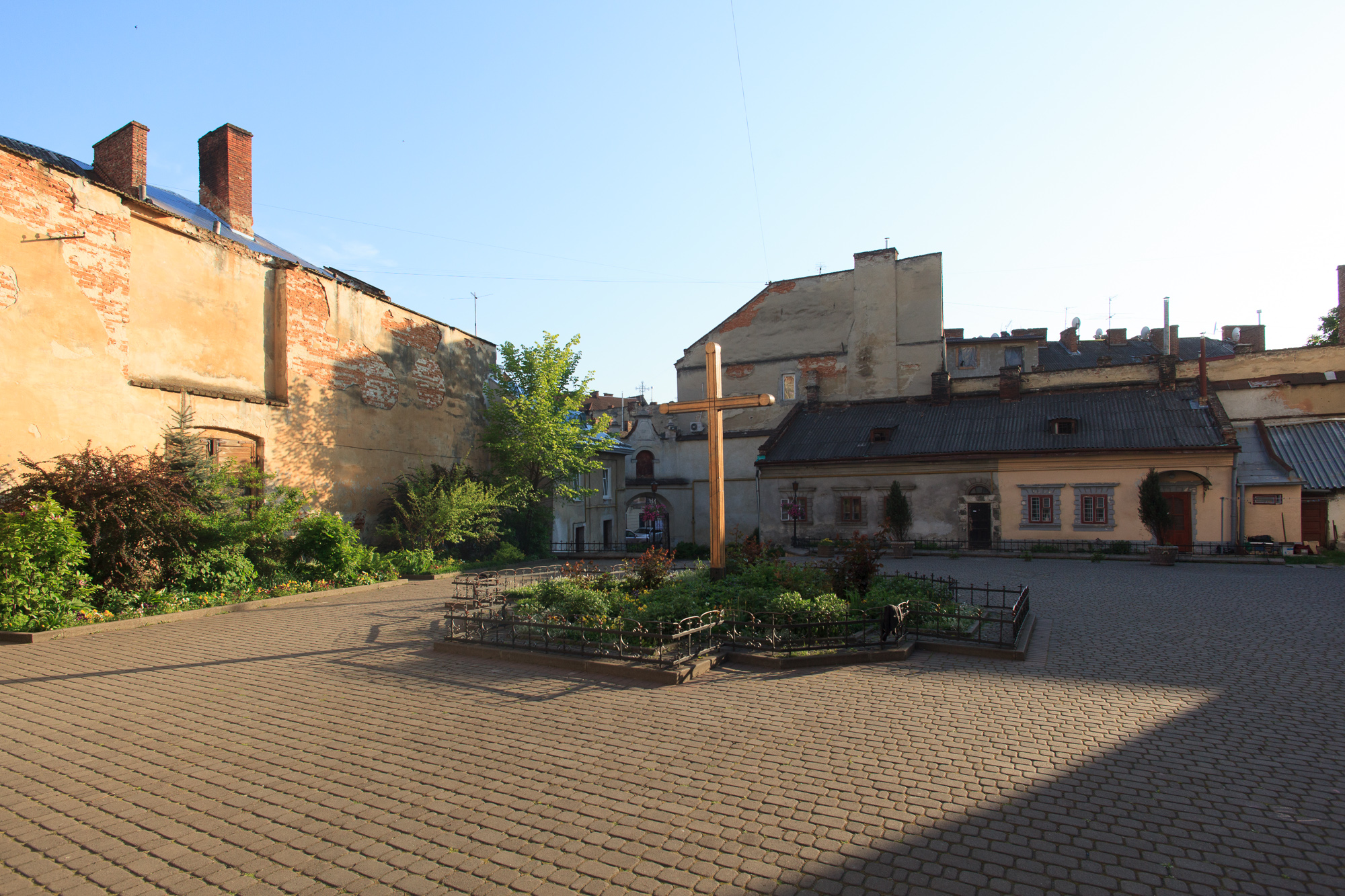
Подвір'я перед монастирем
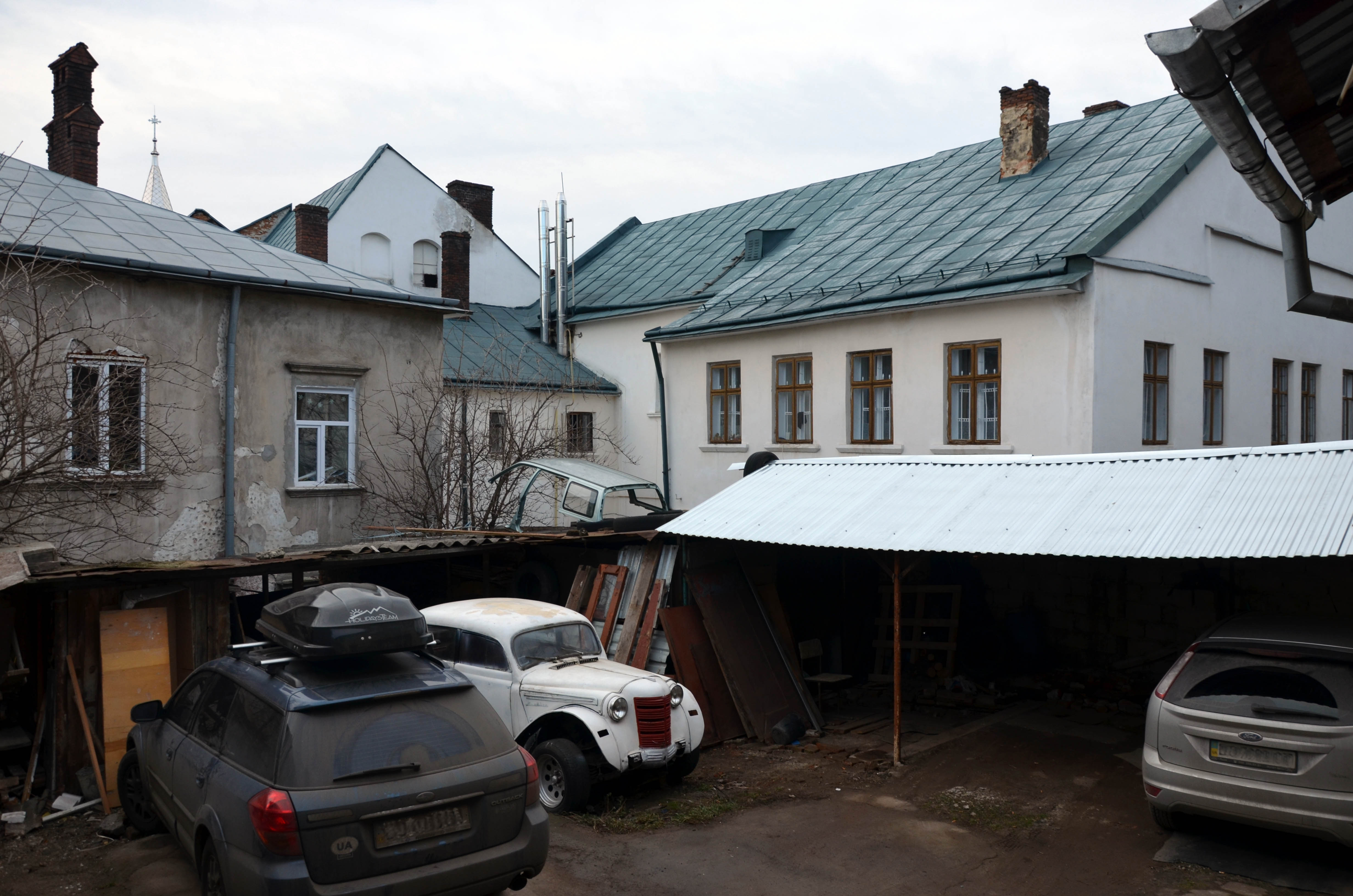
Вигляд монастиря зі сходу
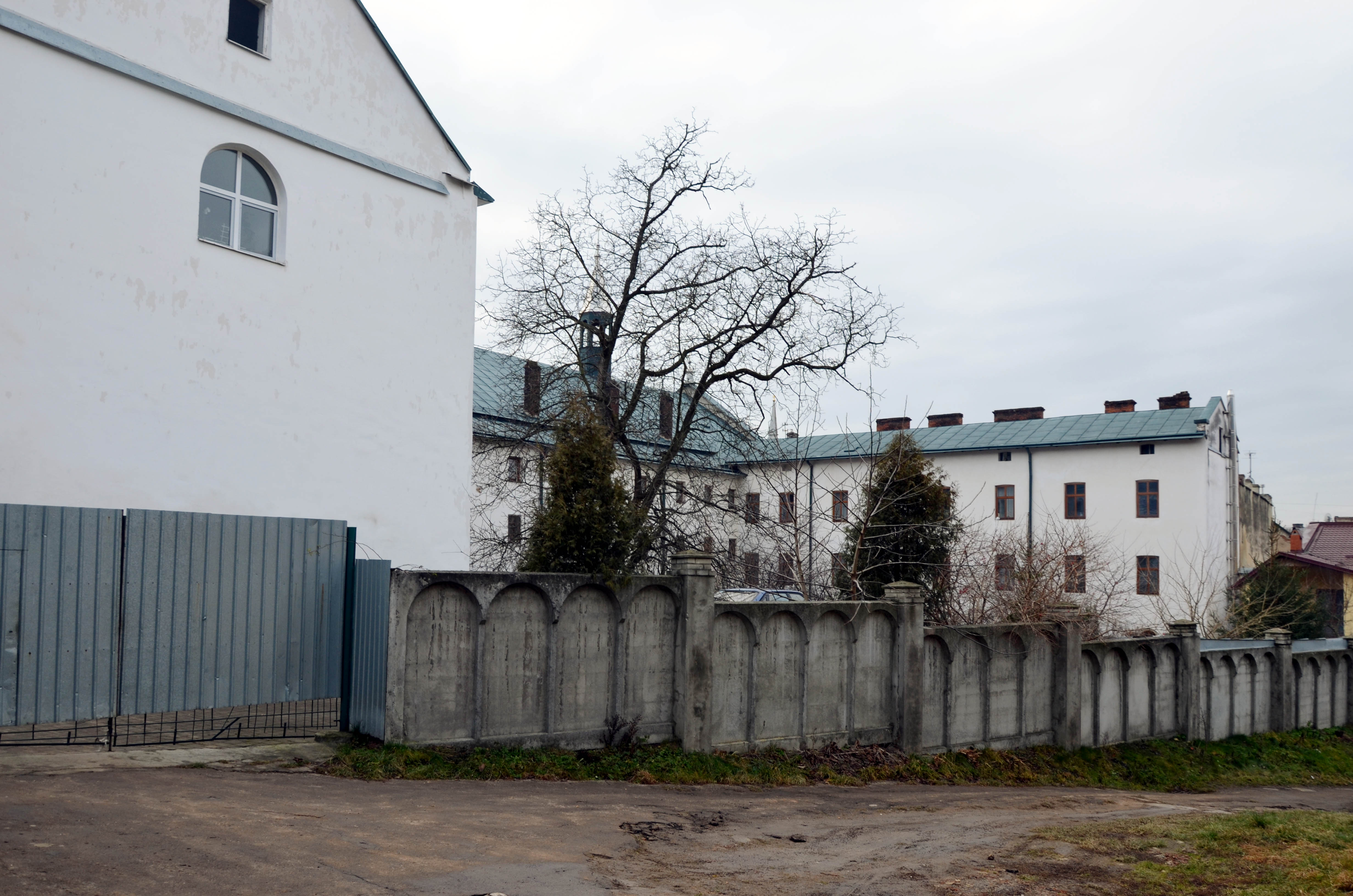
Вигляд з півночі
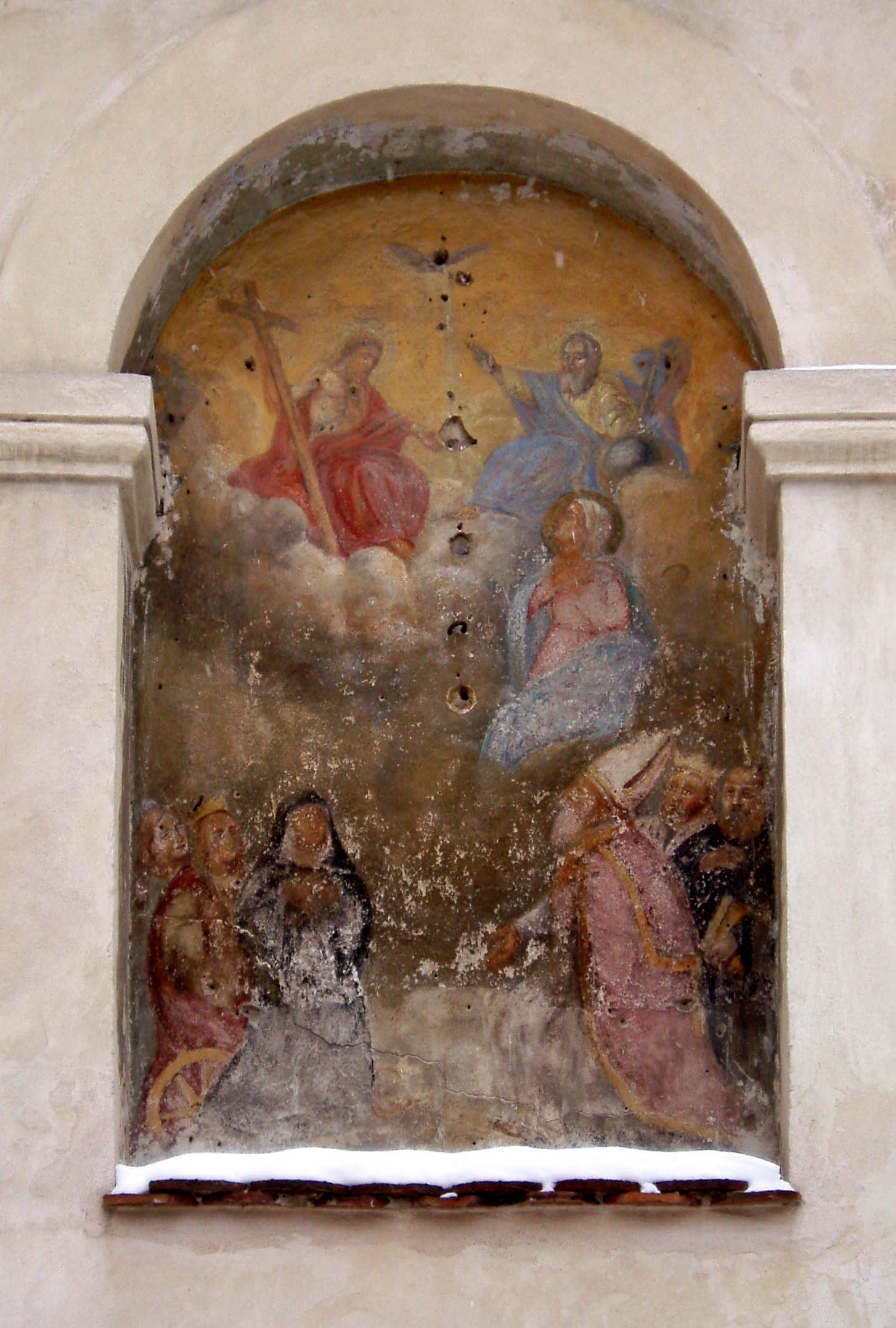
Фреска над воротами
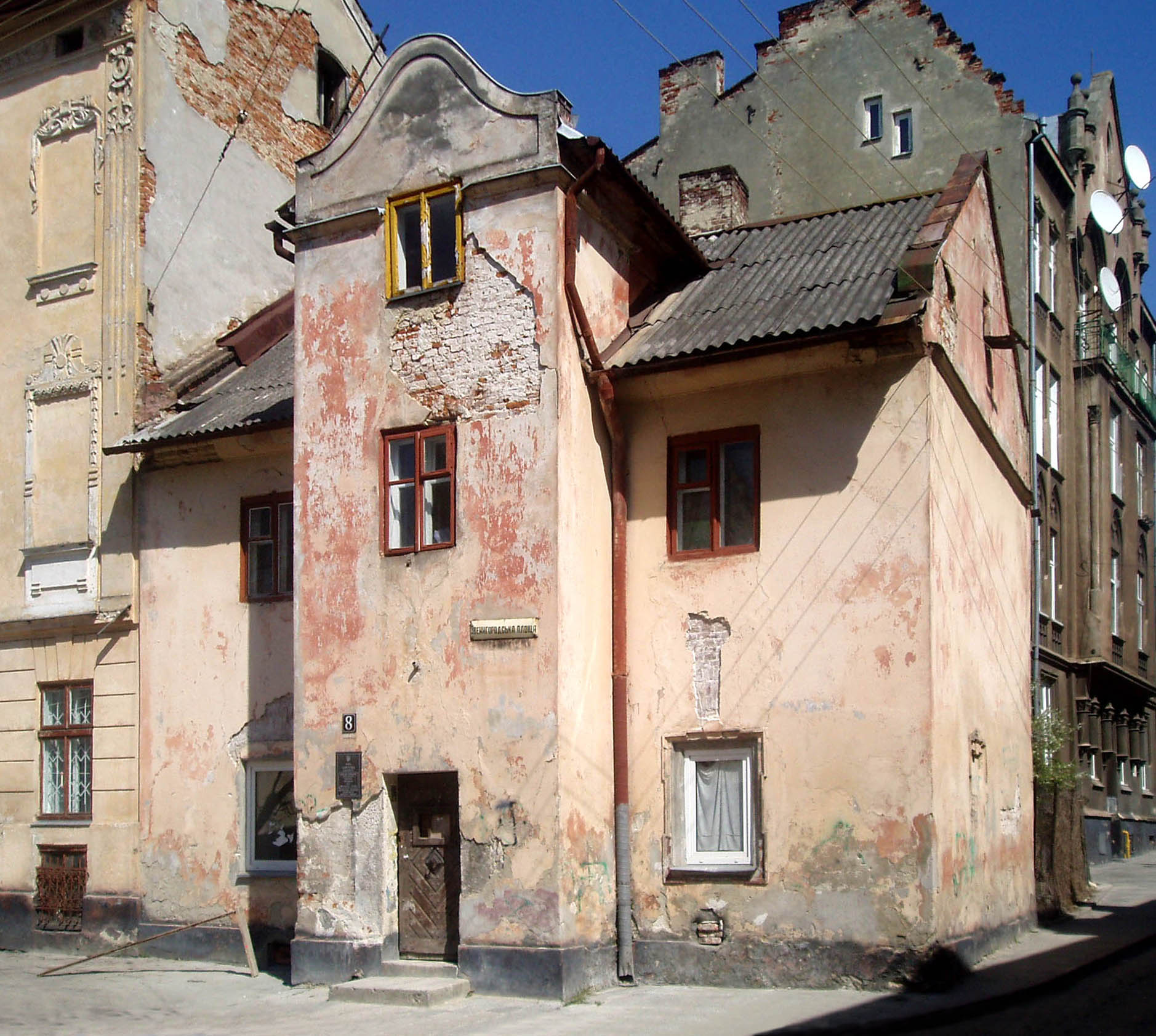
Будинок органіста
Колишній Науковий заклад сестер бенедиктинок
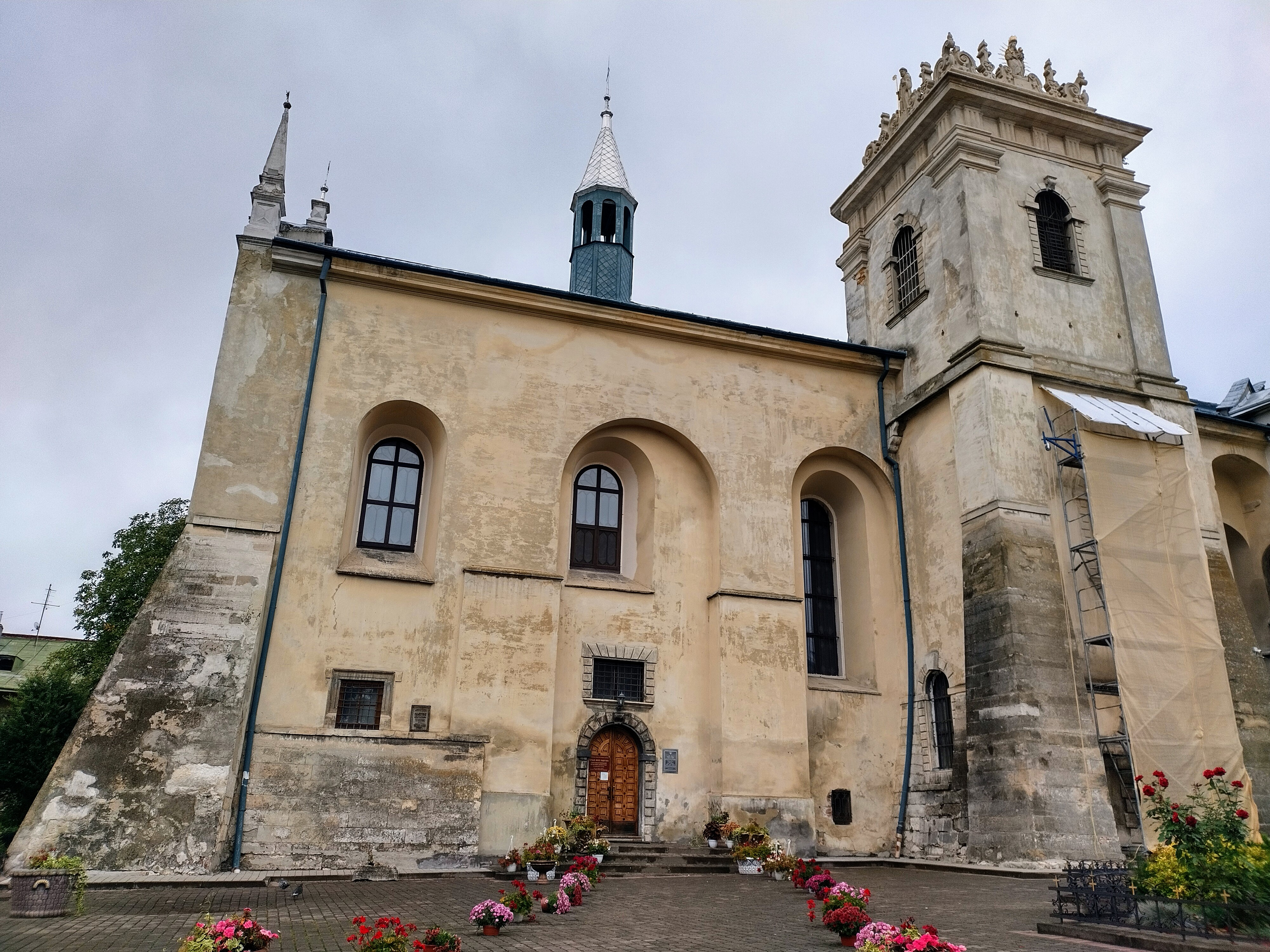
Вигляд на дзвіницю
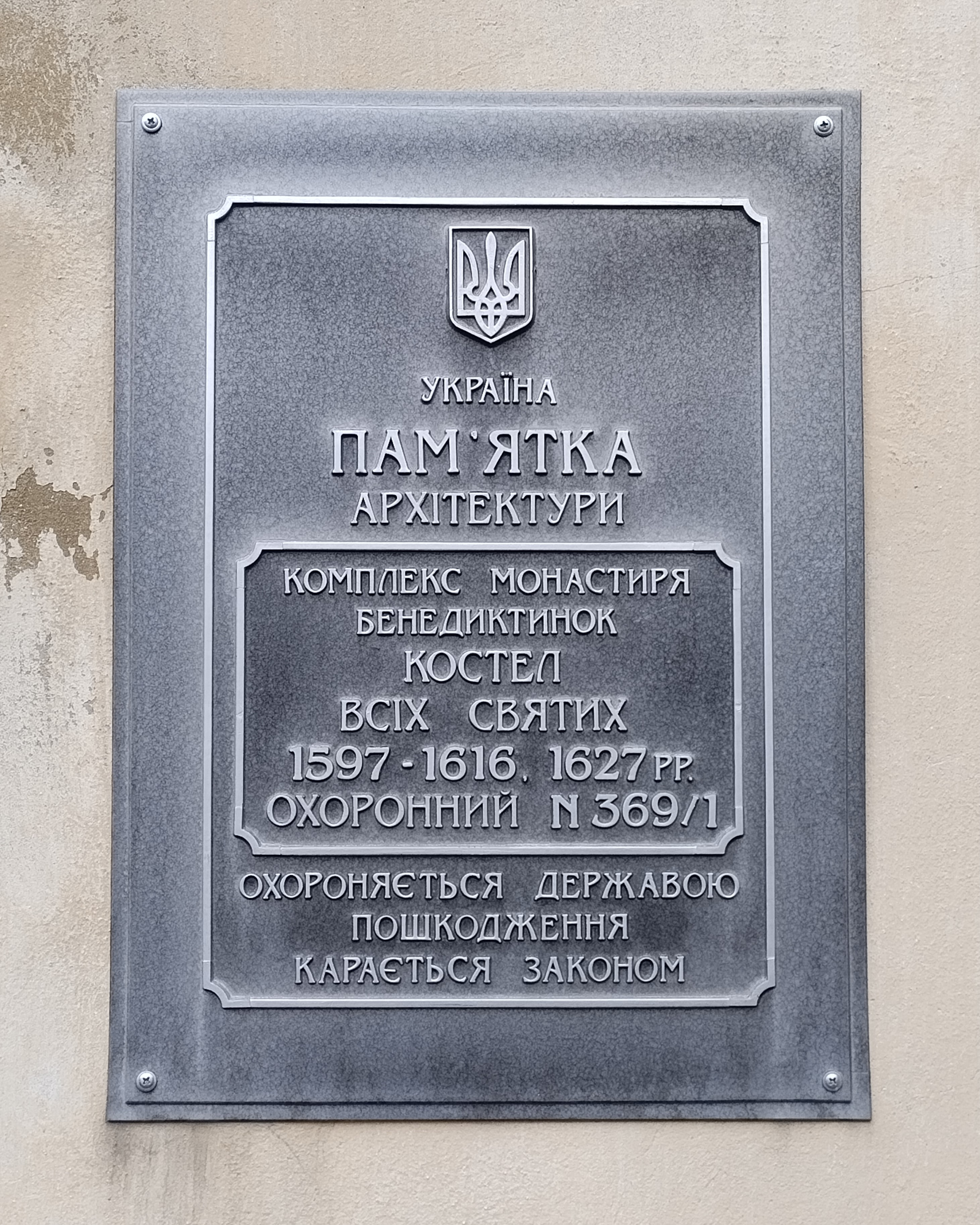
Охоронна дошка